# Rick Volk

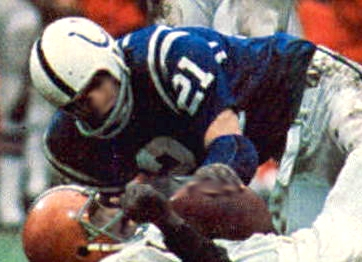
Imagem do ex-jogador de futebol americano estadunidense Rick Volk.

Rick Volk é um ex-jogador profissional de futebol americano estadunidense.

## Carreira
Rick Volk foi campeão da temporada de 1970 da National Football League jogando pela equipe do Baltimore Colts, atualmente denominada Indianapolis Colts.